# Aglaoschema viridipenne
Aglaoschema viridipenne là một loài bọ cánh cứng trong họ Cerambycidae.